# 엘렌 롤레스
엘렌 롤레스(프랑스어: Hélène Rollès, 1966년 12월 20일생, 사르트주 르망 출신)는 프랑스의 가수이자 배우이며, 세바스티앵 로슈와 함께 프랑스 시트콤 《엘렌과 소년들》(Hélène et les Garçons, 엘렌 에 레 가르송)에서 활동한 것으로 알려졌다.
1990년대, 그녀는 시트콤 《첫 번째 키스》(Premiers Baisers)에서 쥐스틴의 언니인 엘렌 지라르(Hélène Girard) 역을 맡았다. 배우 주위에 관심이 있었기 때문에, 장뤼크 아줄레(Jean-Luc Azoulay)가 1992년에 그녀의 역할에 기반한 시트콤을 만드는 것을 결정할 수 있었고, 시트콤을 엘렌과 소년들(Hélène et les Garçons)이라고 이름지을 수 있었다. (수기로 번역했으나 정확하지 않음)
시트콤 「엘렌과 소년들」은 큰 성공을 거두었으며, 대학생 밴드의 사랑 이야기를 계산한 이 텔레비전 프로그램은 매일 밤 650만 명의 시청자들을 끌어모았다. 이 프로그램은 미합중국, 노르웨이, 스페인, 덴마크, 스웨덴과 러시아에서도 인기가 있었다.
엘렌은 그녀의 뮤지컬 데뷔 작품인 <소년과 사랑을 위하여(Pour l'amour d'un garçon)>와 <어쩌면 9월에(Peut être qu'en septembre)>를 만들었다.
엘렌은 1989년에 가수로 데뷔했고, 배우로는 그보다 10년 전인 1979년에 데뷔했다. 2005년부터 모든 활동을 중단했으나, 2010년에 재개했다.

## 출연 영화 작품
| 연도   | 제목                                         |
| ------ | -------------------------------------------- |
| 1979년 | Le Mouton noir                               |
| 1991년 | 첫 번째 키스(Premiers baisers) (TV)          |
| 1992년 | 엘렌과 소년들 (Hélène et les garçons) (TV)   |
| 1994년 | 사랑의 기적 (Le Miracle de l'amour) (TV)     |
| 2000년 | 출구 (영화)                                  |
| 2000년 | 사랑의 휴일 (Les Vacances de l'amour) (TV)   |
| 2010년 | 사랑의 신비 ("Les mystères de l"amour") (TV) |

## 음반
- 1989년: 엘렌(Hélène)
  - "Dans ses grands yeux verts"
  - "Ce train qui s'en va"
  - "Sarah"
  - "Jimmy Jimmy"

- 1992년: 엘렌 1992(Hélène 1992) (프랑스에서는 #7)
  - "Pour l'amour d'un garçon" (프랑스에서는 #4)
  - "Peut-être qu'en septembre" (프랑스에서는 #11)

- 1993년: 엘렌 1993(Hélène 1993)
  - "Je m'appelle Hélène" (#5 in France)
  - "Dans les yeux d'une fille"
  - "Amour secret"

- 1994년: 엘렌 1994(Hélène 1994)
  - "Le Miracle de l'amour"
  - "Moi aussi je vous aime"
  - "Imagine"

- 1995: 그대... 감동(Toi... émois)
  - "Je t'aime"
  - "Toi"

- 1995: 크리스마스의 별들(Les étoiles de Noël)

- 1997: 엘렌 1997(Hélène 1997) (프랑스에서는 #39)
  - "À force de solitude"

## 텔레비전 방영 작품
- 엘렌 1992(Hélène 1992)
- 엘렌 1993(Hélène 1993)
- 제니트 1993(Zénith 1993)
- 엘렌 1994(Hélène 1994)
- 엘렌 1995(Hélène 1995)
- 베르시 1995(Bercy 1995)